# Almaceda
Almaceda es una freguesia portuguesa del concelho de Castelo Branco, con 72,46 km² de superficie y  habitantes (2001). Su densidad de población es de 13,0 hab/km².